# Miep Gies

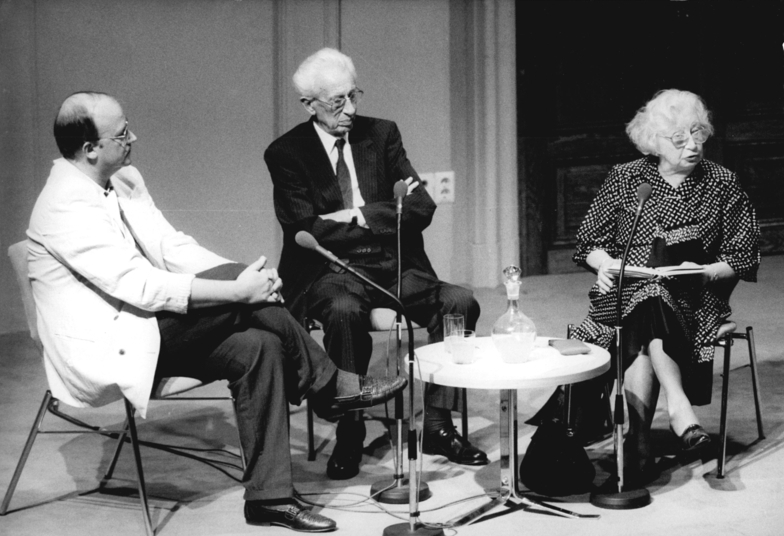
Jan och Miep Gies år 1989.

Miep Gies, född Hermine Santrouschitz den 15 februari 1909 i Wien, död 11 januari 2010 i Hoorn i Noord-Holland, var en av de nederländska medborgare som gömde Anne Frank, hennes familj (Otto Frank, Margot Frank, Edith Frank-Holländer) och fyra andra judar (Fritz Pfeffer, Hermann van Pels, Auguste van Pels, Peter van Pels) från nazisterna i ett annex ovanför Anne Franks fars företags lokaler under andra världskriget. Hon var den sista överlevande av hjälparna. 
Gies hittade och bevarade Anne Franks dagbok efter att familjen Frank hade blivit arresterad. Filmen Anne Franks sista dagar bygger på Gies upplevelser i samband med att familjen Frank gömdes. 
Den 8 mars 1972 förklarades Miep Gies tillsammans med sin make Jan Gies som Rättfärdig bland folken, en utmärkelse som den israeliska myndigheten Yad Vashem delar ut till icke-judar som med risk för sina egna liv hjälpt judar undan nazitysk förföljelse.
Miep Gies tilldelades Wallenbergmedaljen 1994.